# Bastian Yotta
Bastian Yotta (bürgerlich Bastian Josef Gillmeier; * 4. Dezember 1976 in Landshut) ist ein deutscher Unternehmer, Buchautor und Reality-TV-Teilnehmer.

## Werdegang
Yotta arbeitete als Versicherungsmakler in der Versicherungsagentur seines Vaters. Mit 21 Jahren heiratete er seine Jugendfreundin. Die Ehe, aus der zwei Töchter stammen, hielt neun Jahre. Halb so lange dauerte die zweite Ehe.
Im März 2013 lernte er in München Maria Hering kennen. Gemeinsam wanderte das Paar im Dezember 2014 nach Amerika aus. Im Dezember 2015 sendete das Magazin taff die Wochenserie The fabulous Life of Yottas, in der sich beide als angebliche Selfmade-Millionäre präsentierten und als Fitness- und Lifestyle-Coach agierten. Der selbstgewählte, gemeinsam verwendete Nachname „Yotta“ diente der Markenbildung, sollte ihren Lifestyle widerspiegeln und ist eine Anspielung auf Yotta, 1024, der damals größte Vorsatz für Maßeinheiten im Internationalen Einheitensystem.
Im Januar 2015 erschien unter Bastian Yottas bürgerlichem Namen das Buch MindSlimming: Die revolutionäre Methode zum Wunschgewicht. ProSieben berichtete ab Mai 2016 in der vierteiligen Reality-Doku Die Yottas! Mit Vollgas durch Amerika über das Leben des Glamour-Pärchens. Im Juli 2016 gab das Paar seine Trennung bekannt.
2017 nahm Bastian Yotta an der vierten Staffel der RTL-Sendung Adam sucht Eva – Promis im Paradies teil. Im Finale wurde er mit Natalia Osada von den anderen Kandidaten zum Siegerpaar gewählt. Medien berichteten nach Ausstrahlung der Sendung im November 2017, dass Osada und Yotta seit den Dreharbeiten liiert seien. Anfang Dezember 2017 gab Yotta ihre Trennung bekannt.
Im Januar 2019 war Yotta Kandidat der dreizehnten Staffel von Ich bin ein Star – Holt mich hier raus! und belegte den fünften Platz.
2019 erhoben die Eheleute Maria und Helmut Otto Betrugsvorwürfe gegen Yotta. So sollen sie 2015 1,6 Millionen Euro in die Idee Yottas eines Avatars für Senioren investiert haben, im Sommer 2016 brach Yotta allerdings den Kontakt zu ihnen ab.
Ab März 2020 war er in der Sat.1-Reality-Show Promis unter Palmen als Kandidat zu sehen, bei der er die erste Staffel gewann. Yotta wurde im Zuge der Ausstrahlungen von Medien massiv kritisiert, eine andere Teilnehmerin gemobbt zu haben. Die Ausstrahlung im Fernsehen erfolgte, ohne sich von den gezeigten Szenen zu distanzieren. Die Grenzen zur Unterhaltung seien dabei überschritten worden.
Am 28. März 2020 veröffentlichte Yotta seine erste Musik-Single Weiter Immer Weiter.
Aufgrund von im April 2020 bekannt gewordenen Videos aus den Jahren 2016 und 2018, in denen Yotta sexistische Aussagen tätigt und Tierquälerei betreibt, kündigten RTL und Sat.1 an, von weiterer Zusammenarbeit abzusehen. Des Weiteren wurde bekannt, dass er in seinen sexistischen Aussagen auch den aktiven sexuellen Missbrauch an betrunkenen Frauen bewirbt.
Im August 2020 startete Yotta eine eigene Seite beim Webdienst OnlyFans, auf dem er gegen Bezahlung pornografische Inhalte zur Verfügung stellt.
Im Mai 2021 heiratete Yotta seine Partnerin Marisol Ortiz.

## Fernsehauftritte
- 2015: taff-Wochenserie The fabulous Life of Yottas[22]
- 2016: Sat.1-Frühstücksfernsehen
- 2016: Yottas! Mit Vollgas durch Amerika[23]
- 2017: Adam sucht Eva – Promis im Paradies
- 2019: Ich bin ein Star – Holt mich hier raus!
- 2020: Promis unter Palmen